# Курота
Курота (алт. Короты) — село в Онгудайском районе Республики Алтай России. Входит в состав Каракольского сельского поселения.

## История
Село основано в 1825 году.

## География
Расположено в горно-степной зоне центральной части Республики Алтай и находится по береу реки Урсул, в месте впадения в неё р. Курота и примыкает с запада к с. Каракол.
Уличная сеть состоит из четырёх географических объектов: ул. Зелёная, ул. Кайсанская, ул. Трактовая, ул. Центральная.
Абсолютная высота 885 метров выше уровня моря (по уровню с. Каракол, к которому примыкает село)
.

## Население
| 2010 | 2011 | 2012 | 2013 | 2014 | 2015 |
| ---- | ---- | ---- | ---- | ---- | ---- |
| 350  | ↘349 | ↗350 | →350 | ↘346 | ↘341 |
| 2016 |      |      |      |      |      |
| ↗346 |      |      |      |      |      |

Национальный состав
Согласно результатам переписи 2002 года, в национальной структуре населения алтайцы составляли 69 %, русские 31 % от общей численности населения в 359 жителей

## Инфраструктура
Основные инфраструктурные объекты находятся в соседнем селе Каракол: школа, стадион и пр.
Дом-музей известного сказителя  Аржана Кезерекова

## Транспорт
Село стоит у федеральной автомобильной трассы Р-256 «Чуйский тракт». От села начинается автодорога регионального значения «Курота — Нижняя Талда» (идентификационный номер 84К-30) протяженностью 5,188
км. (Постановление Правительства Республики Алтай от 12.04.2018 N 107 «Об утверждении Перечня автомобильных дорог общего пользования регионального значения Республики Алтай и признании утратившими силу некоторых постановлений Правительства Республики Алтай»).